# Tegelbacken

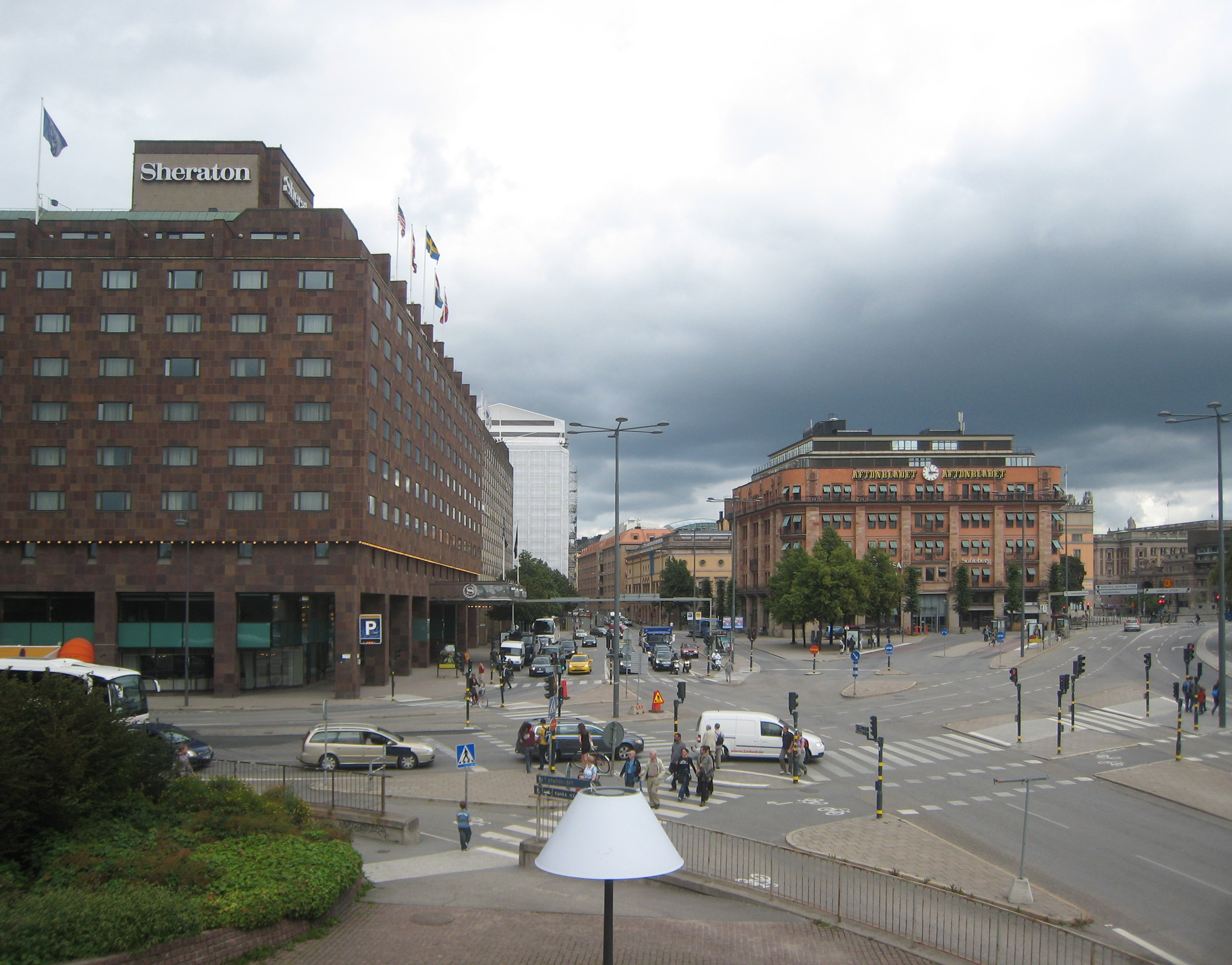
Tegelbacken 2010 sedd från Centralbron.

Tegelbacken är en trafikplats på Norrmalm i centrala Stockholm, nära Vasagatan och Centralbron. Vid Tegelbacken förbinds biltrafik till och från bland annat Centralbron (Nynäsvägen), Vasabron (Gamla stan), Norr Mälarstrand (Kungsholmen, Essingeleden), Klarastrandsleden (Uppsalavägen) och Klaratunneln (Stockholms city).

## Områdets historia

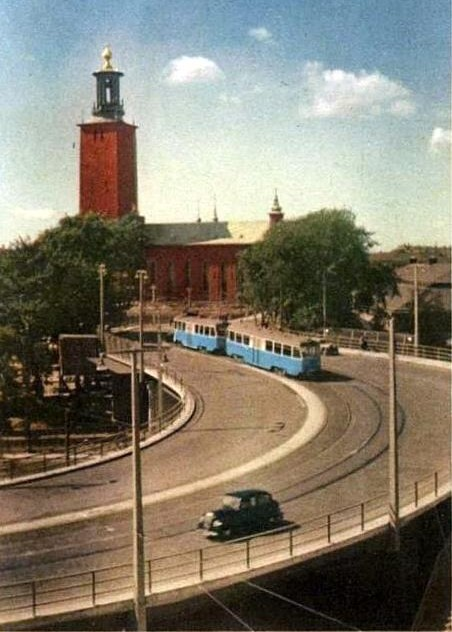
Tegelbacksviadukten cirka 1950.

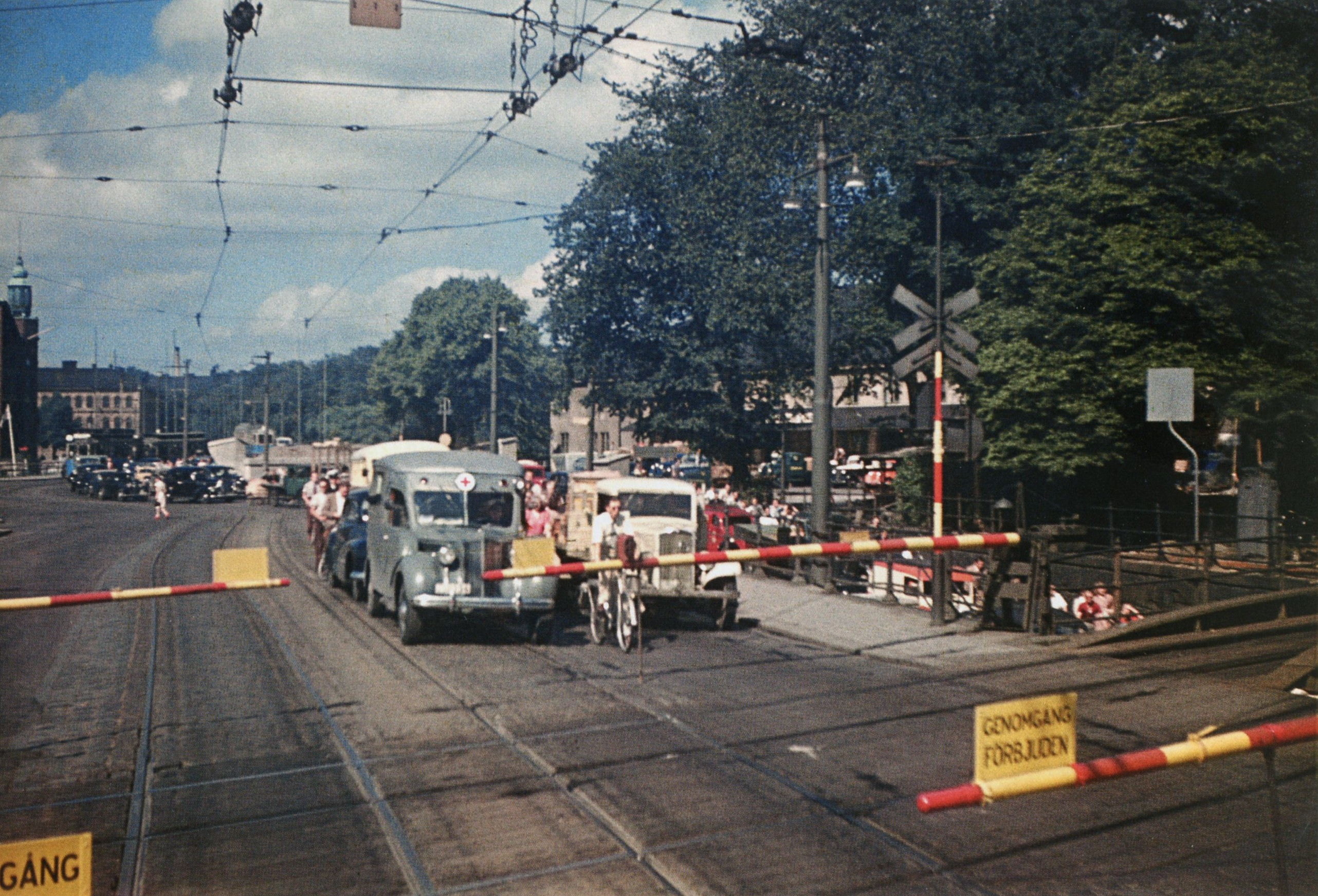
"Tegelbackseländet" på sena 1940-talet.

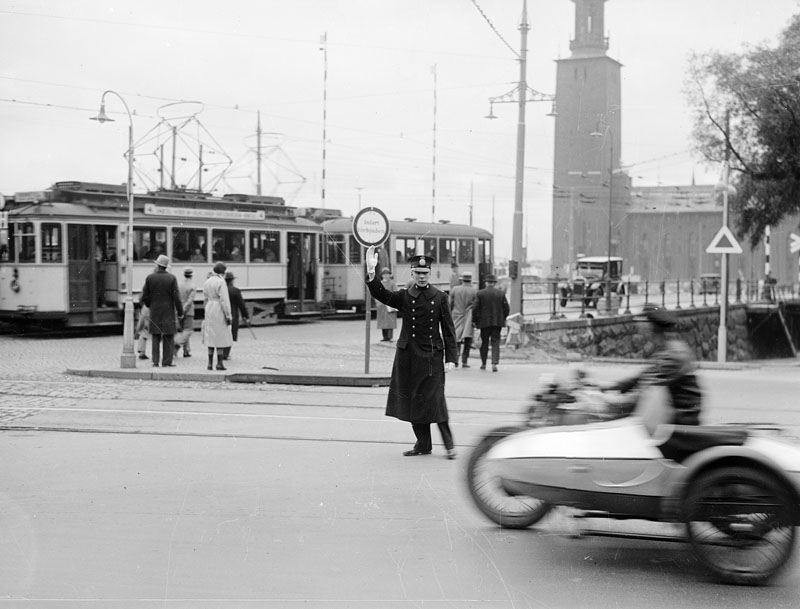
Tegelbacken på 1930-talet.

### Tegelbackseländet
Området från nuvarande Centralpalatset till Stadshusbron kallades 1848 Tegelhamnen. När Stockholms centralstation och Vasabron byggdes i slutet av 1800-talet, fick platsen en central roll. 
År 1877 drogs spårvagnslinjen till Tegelbacken, varvid en mycket trafikerad plankorsning mellan järnväg och spårvägs-, motorfordons-, cykel- och fotgängartrafik uppstod. Så föddes begreppet “Tegelbackseländet”, eftersom järnvägsbommarna stängde av trafiken flera gånger i timmen vilket gav upphov till stor irritation hos resenärerna, särskilt i rusningstid. Dock fanns från början en underfart för mindre fordon vid sidan av spårvagnsspåren. Den irriterande trafiksituationen försvann delvis vid slutet av 1940-talet då en viadukt för spårvagns- och gatutrafik byggdes över järnvägen. Vid högertrafikomläggningen den 3 september 1967 öppnades nuvarande Tegelbacken med den planskilda korsningen mellan järnväg och gatutrafik.

### Spårvägslinjer mot västra förortena
Spårvagnslinjerna 11, 12 och 13 utgick från Tegelbacken mot västra förorterna och hade en vändslinga som gick runt Kronprinsens stall som stod mitt på torget och som hade fyra våningar och innehöll två kaféer, Cirkeln och Tysta Mari. I ett tidigare skede gick vändslingan runt Centralpalatset (med hållplats på Rödbodtorget). 

### Klarakvarteren
Norr om torget låg Klarakvarteren med Stockholms tidningskvarter närmast Tegelbacken. Dagens Nyheter, Stockholmstidningen, Svenska Dagbladet, Aftonbladet och många andra mindre och ibland kortlivade publikationer hade sina redaktioner där vilket medförde att restauranger som Tennstopet blev samlingspunkt för många journalister och andra skribenter. Idag är enda spåret från tidningstiden Aftonbladetbyggnadens gamla klocka som satts upp på det på platsen senare uppförda AMF-huset. Journalisthaken lever vidare till namnet i andra stadsdelar. Tysta Mari har lämnat spår i form av gångvägen Tysta Marigången som binder samman Klara Västra Kyrkogata med Tegelbacken.

### Norrmalmsregleringen

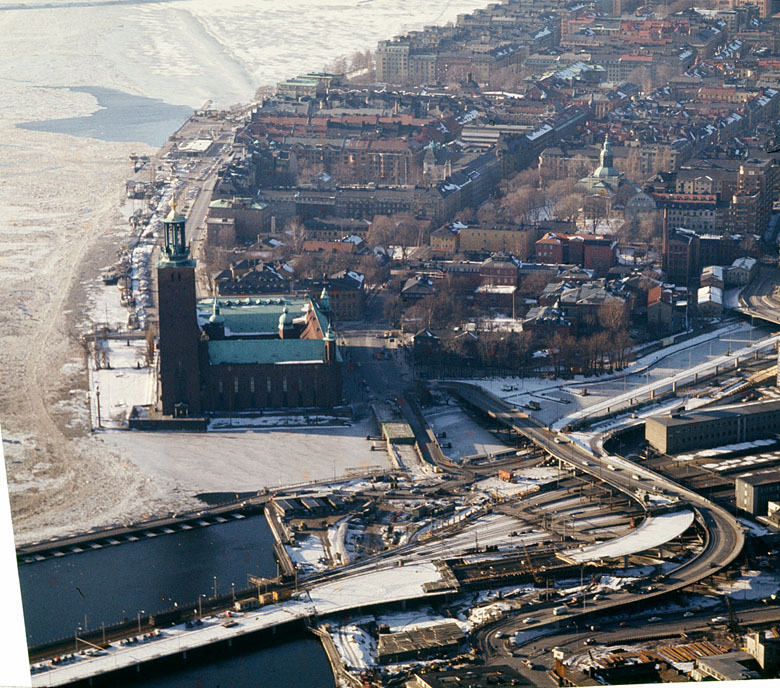
Tegelbacken under ombyggnad 1966, med den tillfälliga Riddarbron och trafikomledning över nuvarande Yngve Larssons park

Att Sveavägen skulle knytas ihop med den framtida Centralbron bestämdes redan 1945 inom ramen för Norrmalmsregleringen. Det gjorde trafikföringen ännu mera komplicerad. Den besvärliga korsningen järnväg/gatutrafik vid Tegelbacken hade engagerat många av dåtidens renommerade arkitekter, bland annat lämnade Tage William-Olsson (mannen bakom Slussens fyrklöverbladslösning) olika idéskisser.  I princip blev det dock gatukontorets förslag till stadsplan för Nedre Norrmalm från 1943 som utfördes.

## Tegelbacken idag

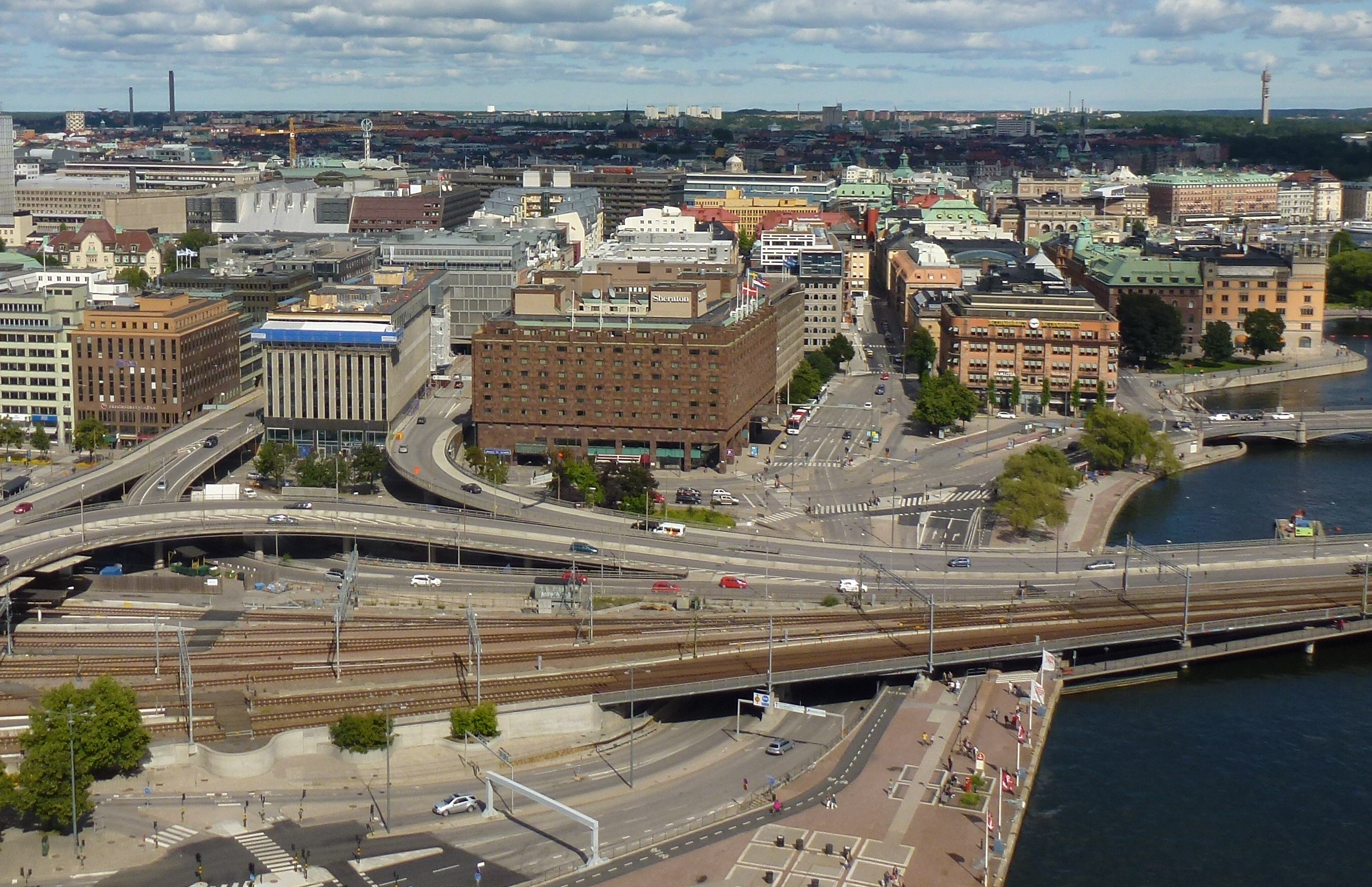
Tegelbacken och järnvägen, sedd från stadshustornet 2012.

"Tegelbackseländet" varade till högertrafikomläggningen (“dagen H“) den 3 september 1967. Då öppnades nuvarande Tegelbacken och den planskilda korsningen mellan tunnelbana, järnväg och gatutrafik. Samtidigt försvann spårvagnarna från Stockholms gatubild och Järnvägsparken hade krympt betydligt. 
Den tidigare bebyggelsen runt torget utom Centralpalatset kom att rivas och ersättas av kontorshus och hotell. Kronprinsens stall från 1783 revs och Hotell Sheraton byggdes i hörnet av Vasagatan med entré mot Tegelbacken. 
Intill Sheraton, på adress Tegelbacken 4, ligger fastigheten Snäckan 8. Byggnaden uppfördes ursprungligen för regeringskansliet efter ritningar av Erik Thelaus arkitektkontor. Revisionsföretaget KPMG var därefter i 25 år hyresgäster. Efter att KPMG 2016 flyttade till Esselte-huset sålde ägaren Skanska fastigheten till Sveriges kommuner och landsting. Skanska har rivit byggnaden och bygger nytt huvudkontor till organisationen.
I Centralpalatsets bottenvåning fanns under många år Sveriges första japanska restaurang, Seikoen. Nu bedrivs annan restaurangverksamhet. Fastigheten disponeras i övrigt av Regeringskansliet.

## Tegelbacken i musik och litteratur
Tegelbacken har lämnat vissa avtryck i kulturen. Platsen är central i Balladen om det stora slagsmålet på Tegelbacken av Olle Adolphson om "grabbarna från Eken som gick till Tegelbacken för att skipa rätt", och har därför prytts med en av Stockholms litterära skyltar; förutom Olle Adolphson själv har även Siw Malmkvist gjort en klassisk inspelning av visan. Den fiktive detektiven Ture Sventon med kontor ett par kvarter bort i hörnet Drottninggatan och Jakobsgatan inhandlade sina temlor på Rotas konditori på Tegelbacken. I kentlåten LSD, någon? på skivan Tillbaka till samtiden nämns Tegelbacken i raden Blåljus vid Tegelbacken//Våren är här.

## Nya Tegelbacken och Rödbodtorget

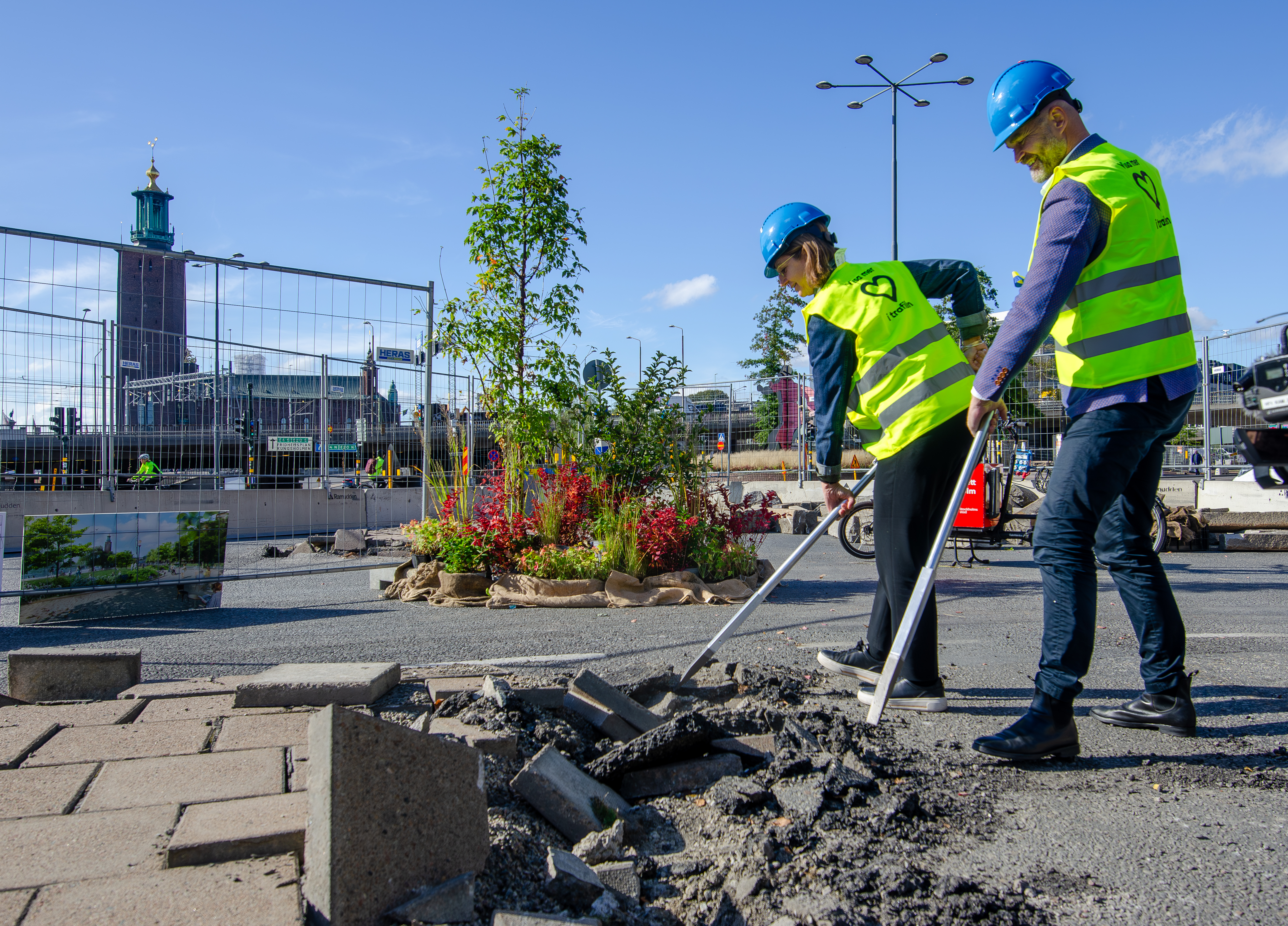
Trafikdirektör Gunilla Glantz och trafikborgarrådet Lars Strömgren tar de första spettagen i september 2024 i ombyggnaden av Tegelbacken och Rödbodtorget.

Den 26 september 2024 togs de första symboliska spettagen i det som kommer att bli nya Tegelbacken och Rödbodtorget. Stockholms stad börjar bygga om Tegelbacken och Rödbodtorget från att vara en livligt asfalterad trafikplats till att bli två grönskande torg och ytor för vistelse i ett attraktivt läge vid vattnet. Det ska bli enklare, tryggare och mer trafiksäkert att gå och cykla vid Tegelbacken. Bland annat kommer ett 30-tal nya träd att planteras, cykelbanorna breddas, ett nytt gångstråk mot Vasabron och Gamla stan skapas, fler gräsytor, sittplatser, konstverk och en dricksfontän för törstanden och hela området får belysning anpassat till de nya miljöerna.
Nya Tegelbacken och Rödbodtorget planeras stå färdigt hösten 2026.

## Byggnader och verksamheter
- Centralpalatset
- Sheraton
- Tegelbacken 4
- Miljödepartementet

Historiskt
- Centralpostkontoret
- Kronprinsens stall
- Tysta Mari
- Keyserska huset
- Kanadas ambassad i Stockholm